# Listă de filme produse de 20th Century Fox
Listă de filme produse de 20th Century Fox pe ani calendaristici:

## Anii '30
*:domeniul public
- Bright Eyes (1934)
- The Little Colonel (1935)
- Curly Top (1935)
- The Littlest Rebel (1935)
- Dimples (1936)
- Heidi (1937)
- Rebecca of Sunnybrook Farm (1938)
- Alexander's Ragtime Band (1938)
- Little Miss Broadway (1938)
- The Little Princess* (1939)
- The Adventures of Sherlock Holmes (1939)

## Anii '40
- The Mark of Zorro (1940)
- The Grapes of Wrath (1940)
- How Green Was My Valley (1941)
- Tobacco Road (1941)
- Blood and Sand (1941)
- Remember the Day (1941)
- Rings on Her Fingers (1942)
- China Girl (1942)
- The Ox-Bow Incident (1942)
- The Pied Piper (1942)
- The Song of Bernadette (1943)
- The Gang's All Here (1943)
- My Friend Flicka (1943)
- Heaven Can Wait (1943)
- Laura (1944)
- Wilson (1944)
- The Keys of the Kingdom (1944)
- Jane Eyre (1944)
- State Fair (1945)
- Leave Her to Heaven (1945)-  record de încasări Fox pentru anii '40
- The Razor's Edge (1946)
- My Darling Clementine (1946)
- Anna and the King of Siam (1946)
- The Ghost and Mrs. Muir (1947)
- Gentleman's Agreement (1947)
- Miracle on 34th Street (1947) (și varianta din 1994)
- Whirlpool (1949)
- A Letter to Three Wives (1949)
- Twelve O'Clock High (1949)

## Anii '50
- All About Eve (1950)
- Night and the City (1950)
- Cheaper by the Dozen (1950) (plus două continuări în 2003 și în 2005)
- Three Came Home (1950)
- The Day the Earth Stood Still (1951)
- Decision Before Dawn (1951)
- The Desert Fox: The Story of Rommel (1951)
- Let's Make It Legal (1951)
- Viva Zapata! (1952)
- The Snows of Kilimanjaro* (1952)
- Niagara (1953)
- Call Me Madam (1953)
- Gentlemen Prefer Blondes (1953)
- The Desert Rats (1953)
- The Robe (1953) (primul film cu genericul folosit între anii 1953-1981)
- How to Marry a Millionaire (1953)
- The Egyptian (1954)
- Carmen Jones (1954)
- Demetrius and the Gladiators (1954)
- Three Coins in the Fountain (1954)
- The Left Hand of God (1955)
- The Seven Year Itch (1955)
- Oklahoma! (1955) (doar distribuitor, și numai pentru a doua oară, filmul a fost inițial distribuit de către RKO) (coproducție cu The Samuel Goldwyn Company)
- The King and I (1956)
- Anastasia (1956)
- Bus Stop (1956)
- 23 Paces to Baker Street (1956)
- The Girl Can't Help It (1956)
- Carousel (1956)
- Peyton Place (1957)
- A Farewell to Arms (1957)
- An Affair to Remember (1957)
- The Abominable Snowman (1957) (doar în Statele Unite)
- The River's Edge (1957)
- Ten North Frederick (1958)
- The Fly (1958)
- South Pacific (1958) (doar distribuția)
- The Diary of Anne Frank (1959)
- Return of the Fly (1959)
- Journey to the Center of the Earth (1959)

## Anii '60
- Let's Make Love (1960)
- Sons and Lovers (1960)
- The Hustler (1961)
- Snow White and the Three Stooges (1961)
- The Longest Day (1962) (fără siglă)
- Cleopatra (1963)
- Zorba the Greek (1964)
- Dear Brigitte (1965)
- The Sound of Music (1965)
- The Flight of the Phoenix (1965)
- Von Ryan's Express (1965)
- Batman: The Movie (1966) (ultimul film cu genericul de prezentare al anilor 1935-1953)
- The Sand Pebbles (1966)
- How to Steal a Million (1966)
- One Million Years BC (1966)
- Fantastic Voyage (1966)
- Doctor Doolittle (1967)
- Hombre (1967)
- Valley of the Dolls (1967)
- Planet of the Apes (1968)
- Star! (1968)
- Hello, Dolly! (1969)
- Butch Cassidy and the Sundance Kid (1969)

## Anii '70
- MASH (1970)
- Beneath the Planet of the Apes (1970) (fără siglă)
- Beyond the Valley of the Dolls (1970)
- Tora! Tora! Tora! (1970) (fără siglă)
- Patton (1970) (fără siglă)
- The French Connection (1971)
- Escape from the Planet of the Apes (1971) (fără siglă)
- The Poseidon Adventure (1972) (fără siglă)
- Conquest of the Planet of the Apes (1972) (fără siglă)
- Sounder (1972)
- Battle for the Planet of the Apes (1973) (fără siglă)
- S*P*Y*S (1974)
- The Towering Inferno (1974) (coproducție cu Warner Bros.) (fără siglă)
- Young Frankenstein (1974)
- Race with the Devil (1975)
- The Rocky Horror Picture Show (1975)
- French Connection II (1975)
- The Omen (1976)
- Silent Movie (1976)
- High Anxiety (1977)
- Star Wars (1977) (în coproducție cu Lucasfilm Ltd.)
- 3 Women (1977)
- The Turning Point (1977)
- Wizards (1977)
- A Wedding (1978)
- An Unmarried Woman (1978)
- Damien: Omen II (1978)
- Alien (1979)
- All That Jazz (1979) (coproducție cu Columbia Pictures) (fără siglă)
- Breaking Away (1979)
- Norma Rae (1979)
- Quintet (film) (1979)
- The Rose (1979)

## Anii '80
- Brubaker (1980)
- The Empire Strikes Back (1980) (doar distribuție; producător: Lucasfilm, Ltd.) (drepturi, acum deținut de The Walt Disney Company)
- Health (film) (1980)
- Loving Couples (1980)
- Oh Heavenly Dog (1980)
- Nine to Five (1980)
- Cannonball Run (1981)
- Omen III: The Final Conflict (1981)
- History of the World, Part I (1981)
- Taps (1981) (primul film cu genericul folosit între anii 1981-1994)
- Author! Author! (1982) (folosește un generic adaptat al anilor 1953-1981)
- Porky's (1981, Canadian, U.S. debut 1982) (folosește un generic adaptat al anilor 1953-1981)
- The Verdict (1982)
- All The Right Moves (1983)
- Return of the Jedi (1983) (doar distribuție; producător: Lucasfilm, Ltd.) (drepturi, acum deținut de The Walt Disney Company)
- The Star Chamber (1983) (folosește un generic adaptat al anilor 1953-1981)
- Fire and Ice (1983) (doar distribuție; producător: PSO. Nu mai detine drepturile.)
- The King of Comedy (1983)
- Porky's II: The Next Day (1983)
- Bachelor Party (1984)
- The Flamingo Kid (1984) (doar distribuție; producător: ABC Motion Pictures) (drepturile apartin acum MGM)
- Romancing the Stone (1984)
- Revenge of the Nerds (1984)
- Ladyhawke (1985) (coproducție cu Warner Bros.) (fără siglă)
- The Jewel of the Nile (1985)
- Porky's Revenge (1985)
- Prizzi's Honor (1985) (doar distribuție; producător: ABC Motion Pictures) (drepturile apartin acum MGM)
- Commando (1985)
- Cocoon (1985)
- Warning Sign (1985)
- Aliens (1986)
- The Fly (1986)
- Lucas (1986)
- Big Trouble in Little China (1986)
- Highlander (1986) (doar distribuție; producător: EMI Films) (drepturile apartin acum Lions Gate Entertainment)
- The Boy Who Could Fly (1986) (drepturile deținută de Warner Bros.)
- Jumpin' Jack Flash (1986)
- The Princess Bride (1987) (doar distribuție; producător: Act III Communications) (drepturile apartin acum MGM)
- Revenge of the Nerds II: Nerds in Paradise (1987)
- Broadcast News (1987)
- Less Than Zero (1987)
- Black Widow (1987)
- Raising Arizona (1987)
- Wall Street (1987) (ultimul film cu genericul folosit între anii 1953-1981)
- Predator (1987)
- Big (1988) (coproducție cu Gracie Films)
- Die Hard (1988)
- Cocoon: The Return (1988)
- My Neighbor Totoro (1988, doar distribuție; producător: Studio Ghibli) (drepturi, acum deținut de The Walt Disney Company)
- Dead Ringers (1988, doar distribuție; producător: Morgan Creek și Téléfilm Canada) (drepturile deținută de Warner Bros.)
- License to Drive (1988)
- Bad Dreams (1988)
- Working Girl (1988)
- The Fly II (1989)
- The Abyss (1989)

## Anii '90
- Die Hard 2 (1990)
- The Adventures of Ford Fairlane (1990)
- Home Alone (1990)
- Edward Scissorhands (1990)
- Predator 2 (1990)
- Only the Lonely (1991)
- Omen IV: The Awakening (1991)
- Hot Shots! (1991)
- For the Boys (1991)
- FernGully: The Last Rainforest (1992) (coproducție cu FAI Films)
- The Last of the Mohicans (1992) (coproducție cu Warner Bros. și Morgan Creek)
- Home Alone 2: Lost in New York (1992)
- Alien 3 (1992)
- The Sandlot (1993) (coproducție cu Island World)
- Rookie of the Year (1993)
- Once Upon a Forest (1993) (coproducție cu Hanna-Barbera Productions și HTV)
- Hot Shots! Part Deux (1993)
- The Beverly Hillbillies (1993) (bazat pe un serial de televiziune produs de Filmways din anii '60)
- Mrs. Doubtfire (1993)
- Bad Girls (1994)
- Speed (1994)
- Baby's Day Out (1994)
- True Lies (1994) (coproducție cu Universal Pictures și Lightstorm Entertainment; primul film cu sigla 1994 CGI)
- Airheads (1994) (ultimul film cu sigla anilor 1981-1994)
- Miracle on 34th Street (1994)
- The Pagemaster (1994) (coproducție cu Turner Pictures)
- Die Hard: With a Vengeance (1995) (coproducție cu Touchstone Pictures și Cinergi Pictures Entertainment)
- Mighty Morphin Power Rangers: The Movie (1995) (coproducție cu Saban Entertainment)
- Bushwhacked (1995)
- French Kiss (1995) (coproducție cu PolyGram Filmed Entertainment și Working Title Films)
- Waiting to Exhale (1995)
- Nine Months (1995) (coproducție cu 1492 Pictures)
- The Crucible (1996)
- Independence Day (1996) (coproducție cu Centropolis Entertainment)
- Romeo + Juliet (1996)
- Jingle All The Way (1996) (coproducție cu 1492 Pictures)
- Anastasia (1997) (coproducție cu Fox Animation Studios și Fox Family Films)
- Turbo: A Power Rangers Movie (1997) (coproducție cu Saban Entertainment)
- Star Wars IV: A New Hope: Special Edition (1997) (coproducție cu Lucasfilm, Ltd.)
- Star Wars V: The Empire Strikes Back: Special Edition (1997) (doar distribuție; producător: Lucasfilm, Ltd.) (drepturi, acum deținut de The Walt Disney Company)
- Star Wars VI: Return of the Jedi: Special Edition (1997) (doar distribuție; producător: Lucasfilm, Ltd.) (drepturi, acum deținut de The Walt Disney Company)
- Speed 2: Cruise Control (1997)
- Alien: Resurrection (1997)
- Home Alone 3 (1997)
- Casper: A Spirited Beginning (1997) (direct pe video) (coproducție cu Harvey Comics și Saban Entertainment)
- Volcano (1997)
- Soul Food (1997)
- Titanic (1997) (coproducție cu Paramount Pictures și Lightstorm Entertainment)
- Dr. Dolittle (1998) (coproducție cu Davis Entertainment)
- There's Something About Mary (1998)
- Ever After (1998)
- Hope Floats (1998)
- The X-Files (1998)
- Casper Meets Wendy (1998) (direct pe video) (coproducție cu Harvey Comics și Saban Entertainment)
- The Thin Red Line (1998)
- Star Wars I: The Phantom Menace (1999) (doar distribuție; producător: Lucasfilm, Ltd.) (drepturi, acum deținut de The Walt Disney Company)
- Fight Club (1999) (coproducție cu (Regency Enterprises)
- Office Space (1999)
- Entrapment (1999) (coproducție cu (Regency Enterprises)
- Never Been Kissed (1999)
- Drive Me Crazy  (1999)

## 2000-2009
- Big Momma's House (2000) (coproducție cu Regency Enterprises)
- X-Men (2000) (coproducție cu Marvel Entertainment Group)
- Digimon: The Movie (2000) (coproducție cu Fox Kids, Toei Animation și Saban Entertainment)
- Titan AE (2000) (coproducție cu Fox Animation Studios)
- The Legend of Bagger Vance (2000) (distribuție internatională; coproducție cu DreamWorks Pictures)
- What Lies Beneath (2000) (coproducție cu DreamWorks Pictures și ImageMovers)
- Cast Away (2000) (coproducție cu DreamWorks Pictures și ImageMovers)
- Black Knight (2001) (coproducție cu Regency Enterprises)
- Moulin Rouge! (2001)
- Planet of the Apes (2001)
- Dr. Dolittle 2 (2001) (coproducție cu Davis Entertainment)
- Monkey Bone (2001) (coproducție cu 1492 Pictures)
- Behind Enemy Lines (2001) (coproducție cu Davis Entertainment)
- Say It Isn't So (2001)
- Ice Age (2002) (coproducție cu 20th Century Fox Animation și Blue Sky Studios)
- Like Mike (2002) (coproducție cu NBA Entertainment)
- Minority Report (2002) (coproducție cu DreamWorks Pictures și Amblin Entertainment)
- High Crimes (2002) (coproducție cu Regency Enterprises)
- Star Wars II: Attack of the Clones (2002) (doar distribuție; producător: Lucasfilm, Ltd.) (drepturi, acum deținut de The Walt Disney Company)
- Road to Perdition (2002) (coproducție cu DreamWorks Pictures)
- Kung Pow: Enter the Fist (2002) (coproducție cu O Entertainment)
- Drumline (2002)
- Daredevil (2003) (coproducție cu Regency Enterprises and Marvel Enterprises) (drepturi, acum deținut de The Walt Disney Company)
- Chasing Papi (2003)
- Master and Commander (2003) (coproducție cu Miramax Films and Universal Pictures)
- X2: X-Men United (2003) (coproducție cu Marvel Enterprises)
- From Justin to Kelly (2003) (ccoproducție cu 19 Entertainment)
- The League of Extraordinary Gentlemen (2003)
- Cheaper by the Dozen (2003)
- The Order (2003)
- The Day After Tomorrow (2004)
- Garfield (2004) (coproducție cu Davis Entertainment)
- I, Robot (2004) (coproducție cu Davis Entertainment)
- Alien vs. Predator (2004) (coproducție cu Davis Entertainment)
- Man on Fire (2004) (coproducție cu Regency Enterprises și Scott Free)
- Paparazzi (2004) (coproducție cu Icon Productions)
- The Girl Next Door (2004) (coproducție cu Regency Enterprises)
- Elektra (2005) (coproducție cu Regency Enterprises și Marvel Enterprises)
- Hide and Seek (2005)
- Robots (2005) (coproducție cu 20th Century Fox Animation și Blue Sky Studios)
- Fever Pitch (2005)
- Inside the CIA (2005) (coproducție cu Fuzzy Door Productions)
- Star Wars III: Revenge of the Sith (2005) (doar distribuție; producător: Lucasfilm, Ltd.) (drepturi, acum deținut de The Walt Disney Company)
- Mr. & Mrs. Smith (2005) (coproducție cu Regency Enterprises)
- Fantastic Four (2005) (coproducție cu Marvel Enterprises, Constantin Film și 1492 Pictures)
- In the Mix (2005) (coproducție cu Lions Gate Entertainment)
- Supercross (2005)
- Family Guy Presents Stewie Griffin: The Untold Story (2005) (direct pe video) (coproducție cu Fuzzy Door Productions)
- In Her Shoes (2005) (coproducție cu Scott Free Productions)
- Stay (2005) (coproducție cu Regency Enterprises)
- Walk the Line (2005)
- Cheaper by the Dozen 2 (2005)
- Date Movie (2006) (coproducție cu Regency Enterprises)
- Aquamarine (2006)
- Ice Age 2: The Meltdown (2006) (coproducție cu 20th Century Fox Animation și Blue Sky Studios)
- The Omen (2006)
- X-Men: The Last Stand (2006) (coproducție cu Marvel Entertainment)
- Garfield: A Tail of Two Kitties (2006) (coproducție cu Dune Entertainment și Davis Entertainment)
- The Sentinel (2006) (coproducție cu Regency Enterprises și Dune Entertainment)
- Borat! (2006) (coproducție cu Dune Entertainment)
- The Devil Wears Prada (2006)
- The Fountain (2006) (distribuție doar în zonele cu vorbitori de franceză și germană ; o producție Regency Enterprises și Warner Bros.)
- Deck the Halls (2006) (coproducție cu Regency Enterprises și Dune Entertainment)
- Eragon (2006) (coproducție cu Dune Entertainment)
- Night at the Museum (2006) (coproducție cu Dune Entertainment și 1492 Pictures)
- Idiocracy (2006)
- Dr. Dolittle 3 (2006) (direct pe video) (coproducție cu Davis Entertainment)
- Epic Movie (2007) (coproducție cu Regency Enterprises)
- Firehouse Dog (2007) (coproducție cu Regency Enterprises)
- Live Free or Die Hard (2007) (coproducție cu Dune Entertainment)
- Fantastic Four: Rise of the Silver Surfer (2007) (coproducție cu Dune Entertainment, Marvel Entertainment, Constantin Film și 1492 Pictures)
- The Simpsons Movie (2007) (coproducție cu Gracie Films)
- Garfield Gets Real (2007) (direct pe video) (coproducție cu Paws, Inc. și The Animation Picture Company)
- The Seeker (2007) (coproducție cu Walden Media și Dune Entertainment)
- Hitman (2007) (coproducție cu Dune Entertainment)
- Wrong Turn 2 (2007) (direct pe video)
- Mr. Magorium's Wonder Emporium (2007) (cu Walden Media și Mandate Pictures)
- Alvin and the Chipmunks (2007) (cu Regency Enterprises și Bagdasarian Productions)
- Aliens vs. Predator: Requiem (2007) (coproducție cu Davis Entertainment)
- 27 Dresses (2008) (coproducție cu Spyglass Entertainment și Dune Entertainment)
- Meet the Spartans (2008) (coproducție cu Regency Enterprises)
- Jumper (2008) (coproducție cu Regency Enterprises și Dune Entertainment)
- Dr. Dolittle: Tail to the Chief (2008) (direct pe video) (coproducție cu Davis Entertainment)
- Garfield's Fun Fest (2008) (directpe video) (coproducție cu Paws, Inc. and The Animation Picture Company)
- Nim's Island (2008) (coproducție cu Walden Media)
- Horton Hears a Who! (2008) (coproducție cu 20th Century Fox Animation și Blue Sky Studios)
- Taken (2008) (coproducție cu EuropaCorp)
- What Happens in Vegas (2008) (coproducție cu Regency Enterprises și Dune Entertainment)
- Max Payne (2008) (coproducție cu Dune Entertainment)
- Babylon A.D. (2008)
- Space Chimps (2008) (coproducție cu Vanguard Animation)
- Meet Dave (2008) (coproducție cu Regency Enterprises și Dune Entertainment)
- The Happening (2008) (coproducție cu Dune Entertainment, Blinding Edge Pictures, UTV Motion Pictures și Spyglass Entertainment)
- City of Ember (2008) (coproducție cu Walden Media și Playtone)
- Australia (2008) (coproducție cu Dune Entertainment și IONA)
- The X-Files: I Want to Believe (2008) (coproducție cu Dune Entertainment)
- Marley & Me (2008) (coproducție cu Regency Enterprises și Dune Entertainment)
- The Day the Earth Stood Still (2008) (coproducție cu Dune Entertainment)
- Bride Wars (2009) (coproducție cu Regency Enterprises și Dune Entertainment)
- Dragonball Evolution (2009) (coproducție cu Dune Entertainment)
- X-Men Origins: Wolverine (2009) (coproducție cu Dune Entertainment și Marvel Entertainment)
- Night at the Museum: Battle of the Smithsonian (2009) (coproducție cu Dune Entertainment, 21 Laps Entertainment and 1492 Pictures)
- Dr. Dolittle: Million Dollar Mutts (2009) (direct pe video) (coproducție cu Davis Entertainment)
- Garfield's Pet Force (2009) (direct-to-video) (coproducție cu Paws, Inc. and The Animation Picture Company)
- Ice Age: Dawn of the Dinosaurs (2009) (coproducție cu 20th Century Fox Animation și Blue Sky Studios)
- Aliens in the Attic (2009) (coproducție cu Regency Enterprises și Dune Entertainment)
- Post Grad (2009) (cu Fox Searchlight Pictures și coproducție cu Dune Entertainment și The Montecito Picture Company)
- All About Steve (2009) (coproducție cu Dune Entertainment, Radar Pictures și Fortis Films)
- Jennifer's Body (2009) (coproducție cu Dune Entertainment)
- Fantastic Mr. Fox (2009) (cu Fox Searchlight Pictures și coproducție cu Regency Enterprises și Indian Paintbrush; ultimul film cu logo-ul din 1994, CGI)
- Avatar (2009) (coproducție cu Dune Entertainment și Lightstorm Entertainment; primul film cu noul logo)
- Alvin and the Chipmunks: The Squeakquel (2009) (coproducție cu Regency Enterprises, Dune Entertainment și Bagdasarian Productions)

## 2010
- Tooth Fairy (2010) (coproducție cu Walden Media și Dune Entertainment)
- Percy Jackson & the Olympians: The Lightning Thief (2010) (coproducție cu Dune Entertainment, 1492 Pictures și Sunswept Entertainment)
- Diary of a Wimpy Kid (2010) (coproducție cu Dune Entertainment și Color Force)
- Date Night (2010) (coproducție cu Dune Entertainment și 21 Laps Entertainment)
- Marmaduke (2010) (coproducție cu Regency Enterprises, Dune Entertainment și Davis Entertainment)
- The A-Team (2010) (coproducție cu Dune Entertainment și Scott Free Productions)
- Knight and Day (2010) (coproducție cu Regency Enterprises și Dune Entertainment)
- Predators (2010) (coproducție cu Dune Entertainment și Troublemaker Studios)
- Ramona and Beezus (2010) (coproducție cu Walden Media și Dune Entertainment)
- Wall Street: Money Never Sleeps (2010) (coproducție cu Dune Entertainment)
- Unstoppable (2010) (coproducție cu Dune Entertainment și Scott Free Productions)
- The Chronicles of Narnia: The Voyage of the Dawn Treader (în iarna 2010) (coproducție cu  Walden Media și Dune Entertainment)
- Gulliver's Travels (2010) (coproducție cu Dune Entertainment și Davis Entertainment)
- Big Mommas: Like Father, Like Son (2011) (coproducție cu Regency Enterprises)
- X-Men: First Class (2011) (coproducție cu Dune Entertainment, Bad Hat Harry Productions și Marvel Entertainment)
- The Wolverine (2013) (coproducție cu TSG Entertainment și Marvel Entertainment)
- Deadpool (2016) (coproducție cu Marvel Entertainment)